# Polyonyx quadriungulatus
Polyonyx quadriungulatus är en kräftdjursart som beskrevs av Glassell 1935. Polyonyx quadriungulatus ingår i släktet Polyonyx och familjen porslinskrabbor. Inga underarter finns listade i Catalogue of Life.